# Gemeentefonds (België)
Het Gemeentefonds (in het Frans fonds des communes) is in de Belgische politiek een mechanisme waarlangs de hogere (landelijke of regionale) overheid belastingsgeld kan verdelen naar de steden en gemeenten. Het is een van de grotere inkomstenbronnen voor de lokale besturen. Gemeenten ontvangen circa 20% van hun werkingsmiddelen langs het gemeentefonds. De financiële enveloppe wordt op basis van verschillende parameters over de gemeenten en OCMWs verdeeld. 
Het Gemeentefonds werd in 1860 opgericht ter compensatie van het afschaffen van de octrooirechten. Er was een Belgisch gemeentefonds van 1860 tot aan de staatshervorming van 1989, wanneer de gewesten hiervoor bevoegd werden. Sindsdien is er een gemeentefonds in het Vlaams, Brussels en Waals Gewest. Het Waals Gewest heeft echter de bevoegdheid hiervoor in de Duitstalige gemeenten afgestaan aan de Duitstalige Gemeenschap. Elk gewest en de Duitstalige Gemeenschap heeft dus een apart decreet dat de herverdelingsparameters vastlegt.

## Vlaanderen
Het decreet van 7 november 1990 deelde de gemeenten van het Vlaams Gewest in drie groepen:
1. De grootsteden Antwerpen en Gent die meer dan 40% van het budget ontvangen (terwijl hun bevolking maar zo'n 12% is van het Vlaams Gewest)
2. De centrumsteden met 50.000 tot 150.000 inwoners krijgen zo'n 15%
3. Het resterende bedrag, iets meer dan 40%, gaat naar de andere gemeenten

Het decreet van 5 juli 2002 integreerde andere fondsen (namelijk het Investeringsfonds en het Sociaal Impulsfonds) in het Vlaams Gemeentefonds.
Voor 2012 bedraagt het Gemeentefonds meer dan 2 miljard euro. Dit bedrag groeit jaarlijks.
Naast het Vlaams Gemeentefonds was er sinds 2003 ook een Vlaams Stedenfonds dat de twee grootsteden, de elf andere centrumsteden én de Vlaamse Gemeenschapscommissie subsidieerde met als doel onder andere het verhogen van de leefbaarheid van de steden. Het Stedenfonds werd in 2017 geïntegreerd in het Gemeentefonds.
Sindsdien bestaat het Gemeentefonds uit:
- Een hoofddotatie, met als criteria de centrumfunctie, de fiscale armoede, de open ruimte en een aantal sociale elementen. De centrumsteden, de provinciale steden en de kustgemeenten genieten van een bijzondere financiering. Het fonds bevat ook een basisfinanciering voor de OCMW’s.
- Een aanvullende dotatie als compensatie voor de afschaffing in 2008 van de Elia-heffing, een federale heffing op de elektriciteitsdistributie via netbeheerder Elia. Het gaat om een jaarlijks bedrag van 83 miljoen euro, dat niet wordt geïndexeerd en zal uitdoven in 2027.
- Een aanvullende dotatie van 7 sectorale subsidies: lokaal cultuurbeleid, lokaal jeugdbeleid, lokaal sportbeleid, flankerend onderwijsbeleid, bestrijding kinderarmoede, gemeentelijke ontwikkelingssamenwerking en integratiesubsidies.
- Een aanvullende dotatie voor centrumsteden: De middelen voor de centrumsteden uit het Stedenfonds maken sinds 2017 deel uit van het Gemeentefonds als een nieuwe voorwaardenvrije dotatie.